# Blakshøj

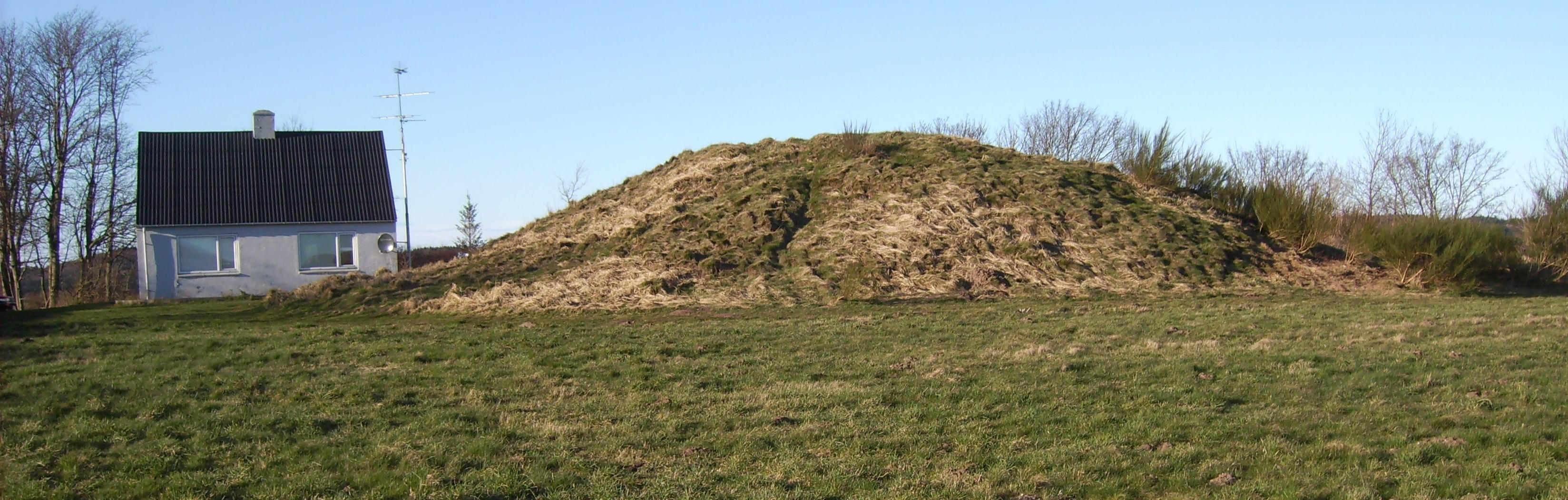
Blakshøj

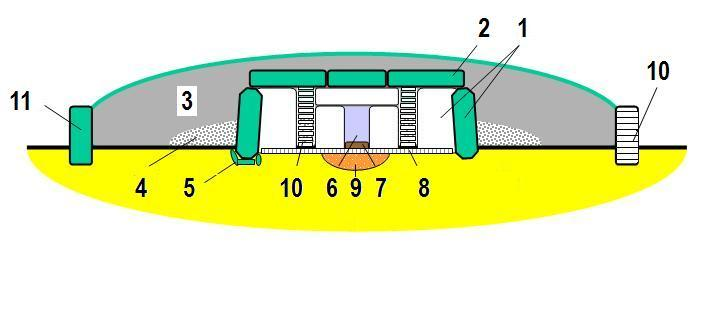
Schema Ganggrab (Querschnitt) 1=Trag-, 2= Deckstein, 3=Erdhügel, 4=Dichtung, 5=Verkeilsteine, 6=Zugang, 7= Schwellenstein 8=Bodenplatten, 9=Unterbodendepots, 10=Zwischenmauerwerk 11=Randsteine

Der Blakshøj (auch Blakshøjgård genannt) liegt südwestlich von Frederikshavn und westlich des Vorortes Gærum, am Blakshøjgårdvej, in der Region Nordjylland, auf der Insel Vendsyssel-Thy und ist das nördlichste Ganggrab (dänisch Jættestue) Dänemarks. Es stammt aus der Jungsteinzeit etwa 3500–2800 v. Chr. und ist eine Megalithanlage der Trichterbecherkultur (TBK). Das Ganggrab ist eine Bauform jungsteinzeitlicher Megalithanlagen, die aus einer Kammer und einem baulich abgesetzten, lateralen Gang besteht. Diese Form ist primär in Dänemark, Deutschland und Skandinavien, sowie vereinzelt in Frankreich und den Niederlanden zu finden. 

## Beschreibung
Der Blakshøj hat etwa 25,0 m Durchmesser und ist mit 4,2 m Höhe einer der höchsten Ganggrab-Rundhügel in Dänemark. Neolithische Monumente sind Ausdruck der Kultur und Ideologie neolithischer Gesellschaften. Ihre Entstehung und Funktion gelten als Kennzeichen der sozialen Entwicklung.
Der Zugang zu diesem Ganggrab der TBK ist kurz, aber die Kammer ist mit etwa 8,0 m Länge und 2,2 m Breite eine der größten des Landes. Die fünf Decksteine der etwa 1,75 m hohen Kammer werden von 15 Tragsteinen unterstützt. Zusätzlich zu den neolithischen Funden wurde eine frühbronzezeitliche Bestattung und ein Bronzeschwert gefunden.
Etwa 200 m südlich und 100 Meter westlich des Blakshøjgårdvej liegt ein weiterer eindrucksvoller Rundhügel. Er ist 3,6 m hoch und hat etwa 20,0 m Durchmesser. Weitere 100 m westlich davon liegt ein 2,6 m hoher Rundhügel mit etwa 14,0 m Durchmesser. Zwischen beiden lag früher ein abgetragener Hügel aus der Bronze- und Eisenzeit, in dem sich Tonscherben, verbrannte Knochen, eine Urne und eine kleine zerstörte Steinkiste fanden. 
Am Kragkærvey nahe Gærum liegt der etwa 68,0 m lange Langdysse von Vester Annexpræstegaard, auch „Stenstue“ genannt.
In der Nähe liegt der Runddysse von Vangsgård.